# Tanagra (mitología)

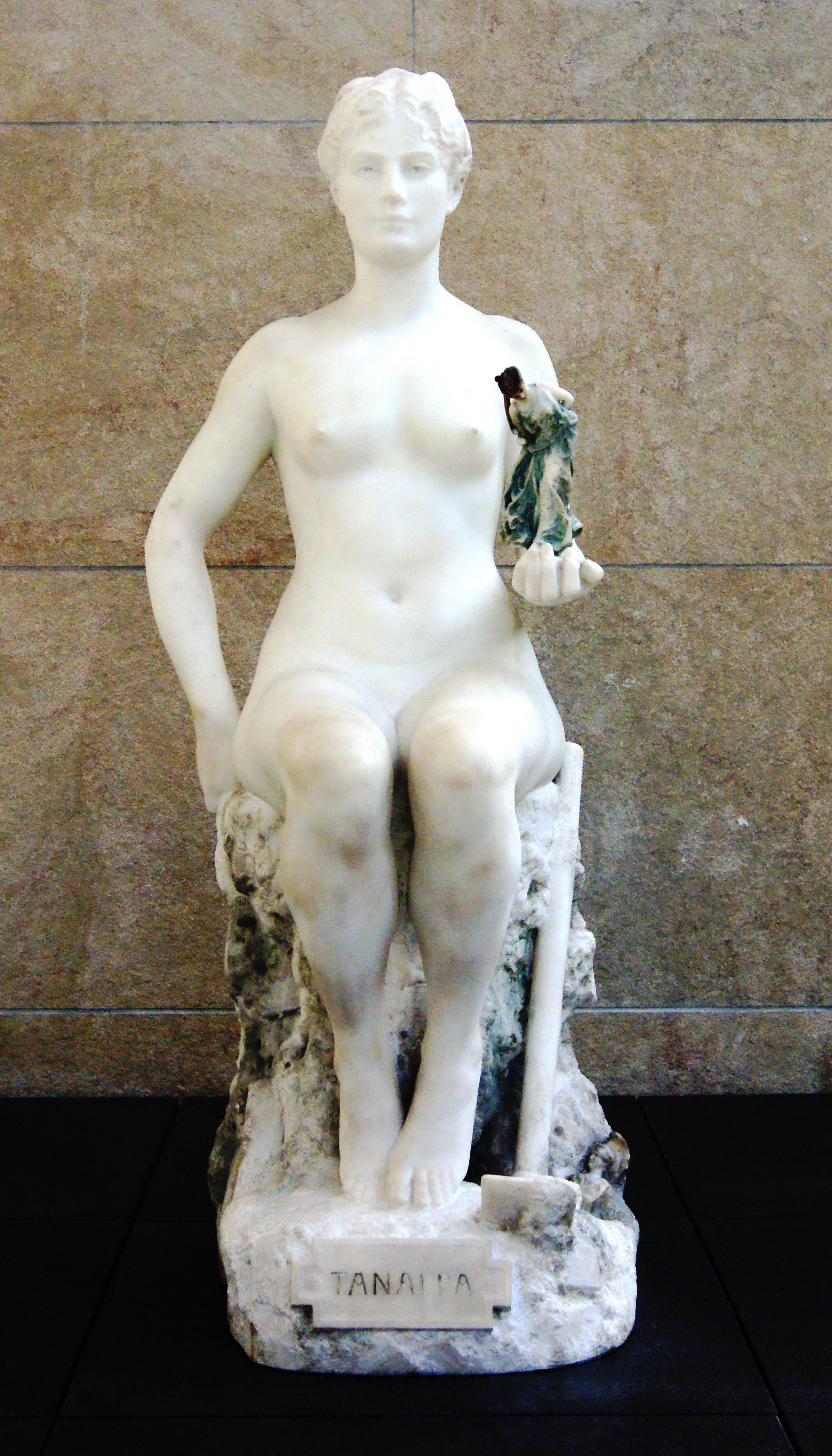
Tanagra por Jean Léon Gérome

En la mitología griega Tanagra (en griego Ταναγρα) era una ninfa que dio su nombre a la polis de Tanagra, ubicada en Beocia. Sobre la genealogía de la muchacha hay dos variantes. Unos dicen que era una de las hijas de Eolo, pero no mencionan el nombre de su madre. Otros imaginaron a Tanagra como una ninfa náyade, hija del dios fluvial Asopo —sin especificar la consorte o bien con la ninfa Metope, hija a su vez de Ladón—. Se dice que los dioses principales raptaron a las hijas de Asopo. La poetisa Corina refiere que a causa de Tanagra los dioses Hermes y Ares se enfrentaron en una competición de pugilato para conseguir el afecto de la náyade.
Pausanias escribió que los tanagreos creían que su fundador fue Pemandro —hijo de Queresileo, nieto de Yasio y biznieto de Eleuter—. El propio Eleuter era hijo de Apolo y nieto de Poseidón. También dicen que el propio Pemandro tomó por mujer a Tanagra, hija de Eolo. Como Tanagra tuvo una larga vida, los habitantes la llamaron Grea (cuyo significado es «anciana») y ese fue el nombre de la ciudad que mencionó Homero: «Tespea, Grea y la espaciosa Micaleso» cuyos habitantes participaron en la guerra de Troya. Se dice que luego la ciudad recuperó su antiguo nombre de Tanagra. Pemandro y Tanagra engendraron a Leucipo y Efipo.
También se llamó por ella "tanagras" a unas pequeñas estatuillas de terracota que servían de exvotos, pintadas a finales del período clásico y en tiempos helenísticos. 